# تکیسکیاک
(سانتیاگو) تکیسکیاک (اسپانیایی: Santiago Tequixquiac) مرکز شهرستان تکیسکیاک یکی از شهرداری‌های مکزیک واقع در بخش شمال شرقی از دولت الایت مکزیک در مکزیک است، اگر چه هر دو(شهر و شهرستان) به‌طور معمول به نام تکیسکیاک مشهور هستند. شهر در گذر شمالی دره مکزیک و ۱۲۰ کیلومتردر شمال شرقی مرکز الایت مکزیک شهر، تولوکا (Toluca) قرار دارد. نام این شهر از زبان ناهواتل (Nahuatl) می‌آیند و به معنی «مکان آبهای بی کربنات سدیم» است.

## شهر
با توجه مصنوعات باستان‌شناسی که در این شهر پیدا شده به نظر می‌رسد که این منطقه از پیشتر از ۱۲۰۰۰ سال پیش پای گذاری شده و مردومان در آن زندگی می‌کردند. در این زمینه می‌شود پیدا شدن از جمله برخی از اولین نمونه‌های هنر انجام شده توسط انسان در آمریکا یاد کرد.
پایه و اساس این شهر به تاریخ ۱۱۶۸ میلادی می‌رسد وقتی که قبیله چیچیمکا (Chichimeca) در اینجا تحت تأثیر قبیله اولمک (Olmec) مستقر شد. اما سفال و مصنوعات دیگر که در این منطقه پیدا شده نیز نشان می‌دهد که این منطقه همچنین تحت تأثیر قبیلهای هواستک (Huastec), توتوناک (Totonac) و میشتک (Mixtec) قرار داشته. تاریخ نشان می‌دهد که این شهر تحت سلطه تولتکها (Toltec) تپنکها (Tepaneca) و همچنین آزتک‌ها (Aztec) بوده‌است. آزتک‌ها آخرین قبیلهٔ بودند که کنترل این منطقه را در سال ۱۴۱۵ میلادی به دست گرفتند، پس از آن که چیملپوپوکا (Chimalpopoca) منطقه را به دسته خود گرفته بود. ساکنان تکیسکیاک در آن زمان برای کد سخت افتخاری که داشتنت شناخته شده بودند و در پزشکی، آموزش و پرورش، معماری و مهندسی پیشرفته همچنین افتخار آفرین بودند.
پس از سقوط امپراتوری آزتک به دست اسپانیا، هرنان کورتس فرمانداری شهر و ناحیه اطراف آن را به عنوان انکومیاندا (encomienda) به دوتا از فرمانداران خود داد، مارتین لوپز، (که با ساختن کشتی دریایی که کمک بسیاری به نابود کردن تنوشتیتلان کرد) و آندرس نونیز.
در سال ۱۵۵۲ میلادی خانوادههای سرخپوست بیشتراز خاک خود رانده و آواره شدند تا بیشتر راه را برای مهاجران اسپانیایی باز کنند. دولت جدید وابسته به اسپانا این کار را به خاطر اعتقادات مذهبی کاملاً درست دانست. آن‌ها به سرعت کلیساهای کوچک ساختند و سرخپوستهایی که باقی مانده بودند را در اطراف این کلیساها جای دادند.
مدرسه برای اولین بار در این شهر در سال ۱۸۵۶ ساخته شد. در سال ۱۹۵۰ این شهر به عنوان بخشی حومه شهر مکزیکو سیتی شناخته شد و مردمان آن به عنوان شهرنشین شناخته شدند